# Артичока
Артичока (лат. Cynara scolimus), такође позната као француска артичока и зелена артичока у САД, од давнина је позната повртарска биљка из фамилије Asteraceae. Пореклом је са Медитерана и југозападне Азије. Род: Cynara обухвата три врсте:
- повртарску артичоку
- либанску артичоку
- самониклу артичоку

## Значај
Артичока се гаји или сакупља ради задебљалих неразвијених цвасти, осушених листова и семена. У биљци артичоке се налазе: етарско уље које се састоји од: цинарина (даје благо горак укус), гликозида и флавоноида. Поред њих има и доста масних уља, беланчевина, минерала и витамина (А, Ц, Б-комплекс). Пријатан укус дају јабучна и лимунска киселина. За екстракцију етарског уља користи се свежа херба или семе. Састав лековитих материја утиче на детоксикацију крви и побољшану крвну слику, делује на жуч и јетру, снижава холестерол у крви и подиже имунитет дуготрајним лечењем хроничних обољења. У исхрани људи користе се млади пупољци артичоке који се још увек у потпуности нису отворили.

## Морфологија
Артичока је вишегодишња зељаста биљка.
- Корен: вретенаст и снажан са јаким бочним жилама. Главна коренова маса се развија и до 50 cm у дубину. Из кореновог врата се наредних година развијају нове бољке.
- Стабло : после образовања приземне лисне розете развија се цветоносно стабло које је усправно, разгранато и може достићи висину до 150 cm.
- Листови: перасто урезани, декоративни, доњи јако крупни на лисним дршкама, а горњи ситнији, издужени и седећи. Лиска је сребрнасто бледо зелене боје, са лица гола, а на наличју прекривена финим маљама. Неке сорте имају бодље по ободу.
- Цветови: на врху стабла и грана образује се главичаста цваст обрасла меснатим љускама, у којима су цветови плаве или љубичасте боје.
- Плод-семе: је средње ситна ахенија, издужена мрке боје.

## Услови успевања
Артичока за гајење захтева дубока, средње лака и плодна земљишта, нормалне влажности. Не погодују јој песковита и хладна земљишта. Захтева доста светлости и топлоте, није отпорна на мразеве. Оптимална температура за клијање, вегетацију и остале стадијуме дозревања кроз које пролази износи између 15 и 25 °C.

## Агротехника
Артичока се гаји као двогодишња, трогодишња или вишегодишња биљка. Размножава се производњом расада, вегетативно помоћу зелених изданака или директном сетвом. По хектару земљишта сади се 7000-8000 биљака на растојању око 1х1 метар. За гајење се користе сорте: зелених (Green globe, Camus); зелено-љубичастих и љубичастих цвасти (Violeto Palermo, Romaneschi, Cataneri).

## Берба
Беру се развијени доњи и средњи листови розете. Листови артичоке се углавном користе у лековите сврхе, па се зато одмах носе на сушење. Берба неразвијених главица се врши сукцесивно и ручно на почетку одвајања врхова овојних листова главице. Жетва семена се врши двофазно или једнофазно, житним комбајнима. Делови биљке се суше на око 40 °C у сушарама или природно. Принос свежих главица је од 4 до 10 t/h, а етарског уља од хербе у другој години и до 20 kg/ha.

## Пољопривредни принос
У данашње време, култивација артичоке у Европи је концентрисана на земље које се граниче са Медитеранским базеном. Главни Европски произвођачи су Италија, Шпанија и Француска, а главни Амерички произвођачи су Аргентина, Перу и Сједињене Државе. У Сједињеним Државама, Калифорнија производи скоро 100% овог усева, а од тога се око 80% узгаја у округу Монтереј; при чему, Кастровил проглашава себе „Светским центром артичоке”, и одржава годишњи Кастровилски фестивал артичоке.
| Највећи глобални произвођачи артичоке 2014. године | Највећи глобални произвођачи артичоке 2014. године | Највећи глобални произвођачи артичоке 2014. године | Највећи глобални произвођачи артичоке 2014. године | Највећи глобални произвођачи артичоке 2014. године |
| Земља | Продукција (тоне)                                  | Напомена                                           |                                                    |                                                    |
| --- | -------------------------------------------------- | -------------------------------------------------- | -------------------------------------------------- | -------------------------------------------------- |
| Италија | 451,461                                            |                                                    |                                                    |                                                    |
| Египат | 266,196                                            |                                                    |                                                    |                                                    |
| Шпанија | 234,091                                            |                                                    |                                                    |                                                    |
| Аргентина | 105,236                                            | Im                                                 |                                                    |                                                    |
| Перу | 103,348                                            |                                                    |                                                    |                                                    |
| Алжир | 81,106                                             |                                                    |                                                    |                                                    |
| Кина | 78,055                                             | Im                                                 |                                                    |                                                    |
| Мароко | 55,234                                             |                                                    |                                                    |                                                    |
| САД | 43,050                                             |                                                    |                                                    |                                                    |
| Француска | 38,354                                             |                                                    |                                                    |                                                    |
| Турска | 34,576                                             |                                                    |                                                    |                                                    |
| Тунис | 19,000                                             |                                                    |                                                    |                                                    |
| Свет | 1,573,363                                          | A                                                  |                                                    |                                                    |
| * = Незванична вредност \| [ ] = Званични подаци \| A = Могуће је да обухвата званичне, полузваничне или процењене податке F = процена \| Im = подаци базирани на методологији импутације \| M = Подаци нису доступни Извор: УН Организација за храну и пољопривреду (FAO) |                                                    |                                                    |                                                    |                                                    |

## Употреба

### Храна
Велике главице артичока се често припремају уклањањем свега осим 5—10 mm (0,2—0,4 in) стабљике. Да би се уклонило трње, које може да омета јело, око четвртине сваке љуске може да буде одсечено. При припреми, артичоке се баре или паре. Куване артичоке без зачина имају деликатесни укус. Со може бити додата у воду при кувању артичока. Покривене артичоке, а посебно оне које су биле сечене, могу да постану смеђе услед ензиматског потамњивања и оксидације хлорофила. Ова промена боје се може спречити ако се ставе у воду која је благо закисељена сирћетом или соком од лимуна. Листови се обично уклањају један по један и свежа база се једе, са холандезом, сирћетом, маслацом, мајонезом, ајолијем, соком од лимуна, или другим сосевима. Влакнасти горњи део сваког листа се обично одбацује. Срце се једе након што се нејестиви слој ољушти са основе и одбаци. Танки листови који покривају главицу су такође јестиви.
У Италији, артичоке су уобичајено поврће у пролећном избору на пицама „Четири сезоне” (са маслинама током лета, печуркама током јесени, и пршутом у зиму). Рецепат који је устаљен у Риму су артичоке јеврејског стила, по коме се целе дубоко прже. Мекши делови артичоке се исто тако једу сирови, један по један лист се умаче у сирће и маслиново уље, или се танко нарежу и прелију лимуновим соком и маслиновим уљем. Постоје многи рецепти за пуњене артичока. Уобичајено италијанско пуњење користи смешу хлебних мрава, белог лука, оригана, першуна, ренданог сира, и пршуте или кобасица. Мало те смеше се затим стави у простор у основи сваког листа и у центар пре кувања у кључалом водом или паром.
У Шпанији се користе мекше, млађе и мање артичоке. Оне могу да буду попрскане маслиновим уљем и стављене у врући пепео роштиља, пирјане у маслиновом уљу са белим луком, са пиринчем као паела, или пирјане и комбиноване са јајима у тортиљи (фритата).
Често се помиње грчко јело aginares a la polita („артичоке градског стила”, при чему се мисли на град Константинопољ), љут, укусан паприкаш направљен од сржи артичока, кромпира и шаргарепе, а зачињен црним луком, лимуном и мирођијом. Острво Тинос, или села Ирија и Кантија на Пелопонезу, још увек прослављају локалну жетву, са даном артичока или фестивалом артичока.
Још један начин употребе артичока је да се комплетно одвоје листови, чиме остаје гола срж. Листови се кувају паром док не омекне меснати део сржне основе сваког листа, што се затим користи као основа за бројна помоћна јела или артичокне умаке, или се оставља меснати део везан за срж, док се горњи делови лишћа одбацују. Преостала сржи конкавног облика се обично пуне месом, и затим прже или пеку уроњени у сосу. Замрзнуте сржи артичока су замена којом се штеди на времену, мада је конзистенција и јачи укус свежег поврћа, кад је доступно, преферентан избор.
Широм Северне Африке, Средњег истока, Турске, и Јерменије, омиљено пуњење за срж артичока је млевено јагњеће месо. Зачини одражавају локалну кухињу сваке земље. У Либану, на пример, типично пуњење обухвата јагњетину, црни лук, парадајз, кедрове орахе, суво грожђе, першун, мирођију, нану, црни бибер, и најгвирц. Популарни турски повртни варијетет користи црни лук, шаргарепу, зелени грашак и со. Артичоке се обично припремају са белим и другим сосевима.

### Биљни чај
Артичоке се могу користити у облику биљног чаја. Чај од артичока се производи као комерцијални производ у Да Лат региону Вијетнама. Биљни чај звани Ceai de Anghinare базиран на артичокама се прави у Румунији. Цветна порција се ставља у воду и конзумира као биљни чај у Мексику. Чај има благо горку дрвасти укус.

### Ликери
Артичоке су главни укус за 16,5%-алкохолни италијански ликер чинар који производи Кампари група. Он се може служити са ледом као аперитив или као коктел у којем је помешан са соком од поморанџе, који је посебно популаран у Швајцарској. Он се исто тако користи за прављење пића 'Чин Чин', нешто мање горке верзије негрони коктела, замењивањем Чинара са кампаријем.

### Медицинска истраживања
Екстракти листова артичока су изучавани за могућу примену у снижавању нивоа холестерола код људи са хиперхолестеролемијом. Једна метаанализа из 2013. године је утврдила да артичоке имају умерено дејство у редуковању нивоа холестерола, али да резултати нису довољно значајни да би се препоручила њихова употреба као третман за хиперхолестеролемију. Препоручена су даља истраживања.

### Геном
Геном артичоке је секвенциран. Склоп генома покрива 725 од 1.084 Mb генома и секвенца кодира око 27.000 гена. Разумевање геномске структуре је важно за разумевање својстава артичоке, и може да помогне у идентификацији економски важних гена из сродних врста.